# تی-۳۴
تانک تی-۳۴ تانک متوسط ساخت شوروی در دوران جنگ جهانی دوم بود که بسیاری آن را بهترین تانک دوران خود می‌دانند. تانک تی-۳۴ که برای نخستین بار در کارخانه خارکف اوکراین ساخته شد ستون فقرات نیروهای زرهی شوروی را در جنگ دوم جهانی تشکیل می‌داد و پس از جنگ تعداد زیادی از آن‌ها به کشورهای دیگر صادر شدند و برخی تا دهه‌ها بعد مورد استفاده قرار گرفتند.

## توصیف
طراحی تانک تی-۳۴ بین سال‌های ۱۹۳۷ تا ۱۹۴۰ برای جایگزینی تانک‌های سریع کلاس بی‌تی و تانک پیاده‌نظام تی-۲۶ در ارتش سرخ صورت گرفت. تی-۳۴ در زمان ورود خود به خدمت نظامی؛ تعادل بسیار خوبی میان قدرت آتش، قدرت تحرک، قدرت حفاظتی و مقاومت برقرار کرده بود اما وضعیت نامناسب سرنشینان، فقدان دستگاه‌های رادیویی و بی‌سیم و اشتباهات تاکتیکی در نحوه استفاده از آن باعث شد تا در سال‌های آغازین نمایش ضعیفی داشته باشد.
در طول جنگ جهانی دوم طرح این تانک چندین بار تغییر کرده که هدف اصلی از این تغییرات سهولت بیشتر تولید انبوه، کاهش قیمت و همچنین رفع برخی از ایرادات تکنیکی بود که در جنگ مشخص شد. مدل اصلی تی-۳۴ از یک توپ ۷۶ میلی‌متری استفاده کرده و برجک آن فقط برای دو نفر (فرمانده و گلوله‌گذار توپ) جا داشت. در پی افزایش قدرت زره تانک‌های آلمانی و مشخص شدن ایرادات برجک دوسرنشینه مدل تی-۳۴–۸۵ با برجک بزرگتری حامل سه سرنشین (افزودن یک توپچی) و یک توپ پرقدرت‌تر ۸۵ میلی‌متری ساخته شد. سادگی تولید، استفاده و تعمیر امتیاز مهم این تانک به خصوص در مقایسه با تانک‌های آلمانی بود که هرچند کیفیت بسیار بالایی داشتند اما تولید انبوه آن‌ها نیاز به وقت بیشتر و نیروی کار حرفه‌ای‌تر داشت.
این تانک همچنین دومین تانک پرتیراژ تاریخ بعد از تانک تی-۵۴ است که آن هم بر اساس طرح تی-۳۴ در شوروی ساخته شد. از سال ۱۹۴۱ تا پایان سال ۱۹۴۵ بیش از ۵۷ هزار عراده تی-۳۴ ساخته شد که شامل ۳۴٬۷۸۰ عراده از مدل اولیه تی-۳۴ بین سال‌های ۱۹۴۰ تا ۱۹۴۴ و ۲۲٬۵۵۹ عراده مدل پیشرفته تر تی-۳۴–۸۵ در سال‌های ۴۵–۱۹۴۴ بود. در سال ۱۹۴۶ هم با ساخت ۲۷۰۰ عراده دیگر تولید انبوه این تانک پایان یافت. البته لهستان (۱۹۵۱ تا ۱۹۵۵) و چکسلواکی (۱۹۵۱ تا ۱۹۵۸) به تولید داخلی این تانک در کشور خود اقدام کردند و تا سال ۱۹۵۶ به ترتیب ۱٬۳۸۰ عراده تانک در لهستان و ۳٬۱۸۵ عراده تانک در چکسلواکی ساخته شد. در مجموع بیش از ۸۴ هزار عراده تی-۳۴ ساخته شده که می‌توان ۱۳۱۷۰ توپ خودکششی تولید شده بر پایه بدنه تی-۳۴ را هم به آن افزود.
تی-۳۴–۸۵ می‌توانست از آب‌هایی به عمق ۱٫۳ متر، خندقی به عمق ۲٫۵ متر و موانع عمودی به ارتفاع ۷۳ سانتی‌متر بگذرد.

## ویژگی‌ها
وزن تانک مدل سال ۱۹۴۱ تی-۳۴ حدود ۲۶٫۵ تن، ظرفیت حمل مهمات آن ۷۷ گلوله ۷۶ میلی‌متری، برد عملیاتی آن ۴۰۰ کیلومتر، ظرفیت سوخت آن ۶۱۰ لیتر و ضخامت زره آن در بخش‌های مختلف بین ۲۰ تا ۵۲ میلی‌متر و هزینه تولید آن ۲۷۷ هزار روبل بود. در مدل تی-۳۴–۸۵ وزن تانک ۳۲ تن، ظرفیت حمل مهمات آن ۶۰ گلوله ۸۵ میلی‌متری، برد عملیاتی آن ۳۶۰ کیلومتر، ظرفیت سوخت آن ۸۱۰ لیتر و ضخامت زره آن در بخش‌های مختلف بین ۲۰ تا ۹۰ میلی‌متر بود، در حالی که هزینه تولید به ۱۶۴ هزار روبل کاهش یافته بود.
از بین خدمه تی-۳۴ راننده/مکانیک بیشترین شانس بقا را داشت. راننده در جایگاهی نسبتاً پایین‌تر می‌نشست و ناهمواری‌های زمینی تا حدودی او را در مقابل گلوله‌های دشمن پوشش می‌داد. از طرفی صفحه ۴۵ میلی‌متری جلوی راننده با زاویه عمودی ۶۰ درجه که برابر با زره ۹۰ میلی‌متری بود، محافظت خوبی برای او تأمین می‌نمود. دریچه خروج راننده نقطه ضعف رزه پیشین به حساب می‌آمد اما به او اجازه می‌داد به سرعت از تانک خارج شود. بیسیم‌چی و بارگذار دریچه مخصوص خود را نداشتند؛ از این رو مجبور بودند حتی در شرایط بسیار خطرناک و مرگبار برای خروج در نوبت بمانند. باز کردن دریچه اضطراری کف تانک کاری بسیار زمان‌بر بود و با شل و باز شدن چند پیچ و مهره، به صورت میانگین دو و نیم دقیقه به طول می‌انجامید. حدود یک دقیقه دیگر نیز لازم تا چهار خدمه آموزش‌دیده از طریق آن از تانک خارج شوند. در طول چنین مدت نسبتاً طولانی به سختی کسی می‌توانست درون یک تانک در حال سوختن طاقت بیاورد. به علاوه پخش شدن سوخت مشتعل در کف تانک مکرراً چنین عملی را غیرممکن می‌کرد.